# Rikoschett (musikalbum)
Rikoschett är ett svenskt musikalbum från år 2014 skapat av Ingemar Wallén från The Boppers och Micke Finell från The Refreshments.

## Låtlista
1. Ju äldre man blir
2. Samma saker
3. Ge mig en chans
4. Du är himlen för mig
5. Livet e ett lotteri
6. Rikoschett
7. Lycklig igen
8. Fallit som en sten
9. Mannen av järn
10. Tuff tuff tåget
11. Brevet
12. Snart kommer det en vind
13. Farväl